# Museum Tusculanums Forlag
 Der er for få eller ingen kildehenvisninger i denne artikel, hvilket er et problem. Du kan hjælpe ved at angive troværdige kilder til de påstande, som fremføres i artiklen.

Museum Tusculanums Forlag (på engelsk Museum Tusculanum Press) blev stiftet i 1975 som en uafhængig, non-profitinstitution (erhvervsdrivende fond). Forlagets formål er at udgive alment oplysende bøger og peer-reviewede videnskabelige afhandlinger af høj kvalitet. Mange af forlagets forfattere er tilknyttet Københavns Universitet og Det Kongelige Bibliotek, men antallet af titler skrevet af forfattere tilknyttet andre institutioner i ind- og udland er støt stigende.
Museum Tusculanums Forlag udgiver 50–60 titler om året hovedsageligt inden for humaniora, samfundsvidenskab og teologi. Titlerne dækker over en lang række sprog: dansk, norsk, svensk, engelsk, fransk, italiensk, spansk, tysk, latin, græsk, nygræsk, ægyptisk-arabisk, polsk, litauisk, grønlandsk og mere eksotiske sprog som mlabri, tibetansk og tuaregisk. Dertil kommer en række titler i kommission fra andre forlag og institutioner.
Siden 2004 har forlaget solgt sine udgivelser, både i trykt og digital form, via en online boghandel, ligesom især e-bøgerne også sælges gennem andre online boghandler og såkaldte aggregators, samt som samlede pakker til forskningsbiblioteker på licensvilkår.

## Navn
Forlagets navn er hentet fra den græsk-romerske oldtid.
Museum refererer ikke her til det gængse danske ord museum, men til det latinske ord som det danske nedstammer fra. Det latinske ord er lånt fra oldgræsk μουσεῖον mouseion, i sig selv afledt af μοῦσα mousa ‘en muse’, og det bruges her i sin bogstavelige betydning: et samlingssted for de ni muser for kunst, kultur og videnskab.
Tusculanum er et latinsk tillægsord, dannet af stednavnet Tusculum, en by i området Latium på vestsiden af de sommerkølige Albanerbjerge sydøst for det hede, pulserende Rom. I Tusculum havde statsmanden, juristen, retorikeren, kulturformidleren og filosoffen Cicero sin sommervilla omkring midten af det første århundrede før vor tidsregning. Her udtænkte og skrev han mange af sine værker, som har haft indflydelse på europæisk tankegang.
Museum Tusculanum betyder således ‘musernes samlingssted i Tusculum’ eller som udtrykt af en af forlagets forfattere: ‘Ciceros Lysthus’.

## Henvisning
- Museum Tusculanums Forlag – forlagets hjemmeside